# Почесна тарілка Люфтваффе

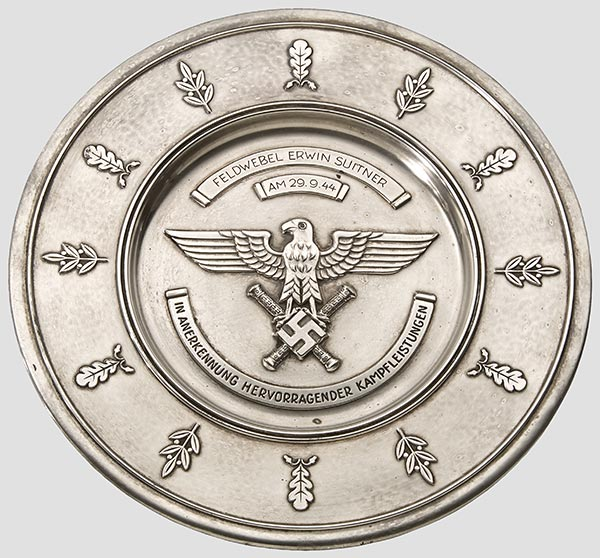

Почесна тарілка Люфтваффе за видатні бойові заслуги (нім. Ehrenschale für hervorragende Kampfleistungen der Luftwaffe) — нагорода Третього Рейху.

## Історія
Нагорода заснована Германом Герінгом 15 червня 1942 року для відзначення заслуг службовців наземних частин ВПС. Тарілка була аналогом Почесного Кубку Люфтваффе, яким нагороджували пілотів. Як і кубок, тарілка за статусом знайходилась між Залізнним хрестом 1-го класу і Лицарським хрестом Залізного хреста чи Німецьким хрестом в золоті.
Було нагороджено близько 50 осіб, точна кількість нагороджених невідома. Останнє нагородження відбулось 10 грудня 1944 року.

## Опис
Тарілка мала діаметр 280 мм і масу 408 г. На ній були зображені державний орел, який тримав в кігтях свастику і 2 схрещені маршальські жезли. Під орлом — стрічка з написом IN ANERKENNUNG HERVORRAGENDE FAMPFLEUSTUNGEN (укр. НА ЗНАК ВИЗНАННЯ ВИДАТНИХ БОЙОВИХ ЗАСЛУГ). Над орлом — 2 стрічки: з іменем та званням нагородженого і з датою нагородження. Звання, ім'я і дата наносились на тарілку вручну.

## Відомі нагороджені
- Ганс Зандрок
- Лотар Дюнсер
- Гельмут Керутт
- Горст Фогель